# Chalcides levitoni
Chalcides levitoni е вид влечуго от семейство Сцинкови (Scincidae).

## Разпространение
Видът е разпространен в Саудитска Арабия.